# Carnaval de Curitiba
O Carnaval de Curitiba é um evento cultural, atualmente organizado pela Fundação Cultural de Curitiba, um órgão da prefeitura, que tem como seu ponto alto o desfile das escolas de samba e de blocos carnavalescos da cidade de Curitiba, no Paraná. O evento reúne aproximadamente 40 mil pessoas.

## História
A Liga das Escolas de Samba de Curitiba e Região Metropolitana foi criada na década de 1990, com o intuito de organizar os desfiles das escolas. O carnaval de rua de Curitiba antecede essa década, contendo agremiações tradicionais, muitas das quais foram se enfraquecendo ao longo dos últimos anos, a ponto da Liga das Escolas do Samba abandonar a organização do evento em 2008.
Apesar disso, o carnaval da cidade guarda algumas peculiaridades, como o fato de ter a participação de uma agremiação evangélica, a Jesus Bom à Beça e um bloco GLS. Além disso, Curitiba, assim como São Paulo, tem uma tradição de escolas de samba ligadas a clubes de futebol, como a Mocidade Azul, a Não Agite, a Colorado e a Tradição Rubro-Negra.
Além de apoiar e organizar celebrações carnavalescas convencionais, a Fundação Cultural de Curitiba também incentiva outros eventos que ocorrem tradicionalmente no período do Carnaval, como uma zombie walk e o Curitiba rock festival.

### Início do carnaval em Curitiba
Até o início do século XIX ainda era possível observar que as brincadeiras consideradas típicas do entrudo eram comuns em muitas cidades brasileiras. O entrudo era um folguedo similar ao carnaval que foi trazido pelos portugueses, onde celebravam na entrada da primavera, dias que antecediam a entrada da Quaresma. Com as organizações de clubes sociais surgindo em diversas regiões, como em Curitiba, as festividades ocuparam os espaços dos salões, onde passaram a ser realizados os bailes de máscaras no início do século XX, inspirados nos bailes franceses e nas brincadeiras italianas.
O desfile do corso também se fazia presente na rua XV de Novembro onde reunia os foliões. Com o passar dos anos começaram a organizar diversos blocos carnavalescos, denominados de "cordões". Esses foliões prolongavam as festividades dos clubes até a rua XV, na região central da cidade, levando música, confetes e serpentinas.

### Desfile das escolas de samba
O desfile das escolas de samba de Curitiba é realizado na avenida Marechal Deodoro. Até 1970 o desfile era realizado na rua XV de Novembro.

### Blocos carnavalescos
Os blocos de rua surgiram em Curitiba assim como em diversas cidades brasileiras. Na década de 1970 destacam-se duas agremiações: a Banda Polaca, criada em 1970, pelos foliões Dante Mendonça, jornalista, e Rafael Greca, político, e o bloco Afoxé, criado em 1979 por Glauco Souza, ogã, e pelo José Francisco Pereira, babalorixá. A Banca Polaca reunia, ao lado do Passeio Público, jovens de classe média, entre eles estudantes, artistas e intelectuais. Já o grupo Afoxé buscava agregar cultura popular com o resgate da cultura negra curitibana, demonstrando o samba e gingados afro-brasileiros.
No final da década de 1990 surge o bloco carnavalesco Garibadis e Sacis, que sai nos domingos antes do carnaval, no Largo da Ordem, no Centro Histórico de Curitiba. De 1999 até 2010, o bloco não teve qualquer apoio do poder público estadual ou municipal. Depois de 2010, quando o bloco já reunia mais de 10 mil pessoas, foi disponibilizado alguma infraestrutura como banheiros químicos e segurança pública. O bloco é uma iniciativa de artistas da cidade, que cantam e tocam durante o carnaval. Os bares da região começaram a pagar o caminhão de som em 2011. Antes buscava-se contribuição dos foliões.[carece de fontes?] Além do Garibadis e Sacis a cidade também conta com outros blocos menores.